# Антропов Андрій Михайлович
Андрій Михайлович Антропов (рос. Андрей Михайлович Антропов; народився 21 травня 1967) — радянський і російський бадмінтоніст. Голова Ради Національної федерації бадмінтону Росії. Майстер спорту (з 1983), Майстер спорту міжнародного класу (з 1987).
Учасник Олімпійських ігор 1992 в одиночному розряді, Олімпійських ігор 1996 в одиночному і парному розрядах.
Чемпіон СРСР в одиночному розряді (1986, 1987, 1988, 1989, 1991), в парному розряді (1985, 1986, 1987, 1988, 1989, 1990, 1991), в змішаному парному розряді (1985, 1986, 1987, 1989). Чемпіон Росії в одиночному розряді (1992, 1993, 1996), в парному розряді (1993, 1996, 1997, 1998), в змішаному парному розряді (1992).
Переможець Polish Open в змішаному парному розряді (1987). Переможець Austrian International в одиночному розряді (1989, 1990, 1992), в парному розряді (1994), в змішаному парному розряді (1986, 1989). Переможець Bulgarian International в одиночному розряді (1990), в парному розряді (1990).
Багаторазовий переможець і призер етапів Кубка Європи і світу. Триразовий володар особистого Кубка Європи. Гравець команди «СКА-Омськ», вперше в історії країни, що перемогла на Кубку європейських чемпіонів серед клубних команд у Москві у 1988 році. Срібний (1994) і бронзовий (1988) призер чемпіонатів Європи.
У 1998—2009 роках був віце-президентом Національної федерації бадмінтону Росії. У 2009 році обраний головою Ради Національної федерації бадмінтону Росії.